# A High Diver's Last Kiss
A High Diver's Last Kiss è un cortometraggio muto del 1918 diretto da William Beaudine e Noel M. Smith (come Noel Smith).

## Produzione
Il film fu prodotto dalla Fox Film Corporation (come Sunshine Comedies).

## Distribuzione
Distribuito dalla Fox Film Corporation, il film - un cortometraggio in due bobine - uscì nelle sale cinematografiche USA il 25 agosto 1918.